# 左營洲仔清水宮
左營洲仔清水宮，俗稱洲仔祖師廟、蓮池潭祖師廟，位於臺灣高雄市左營區蓮池潭畔，為一座主奉清水祖師的廟宇。為興隆內外里十三公廟之一。

## 簡介

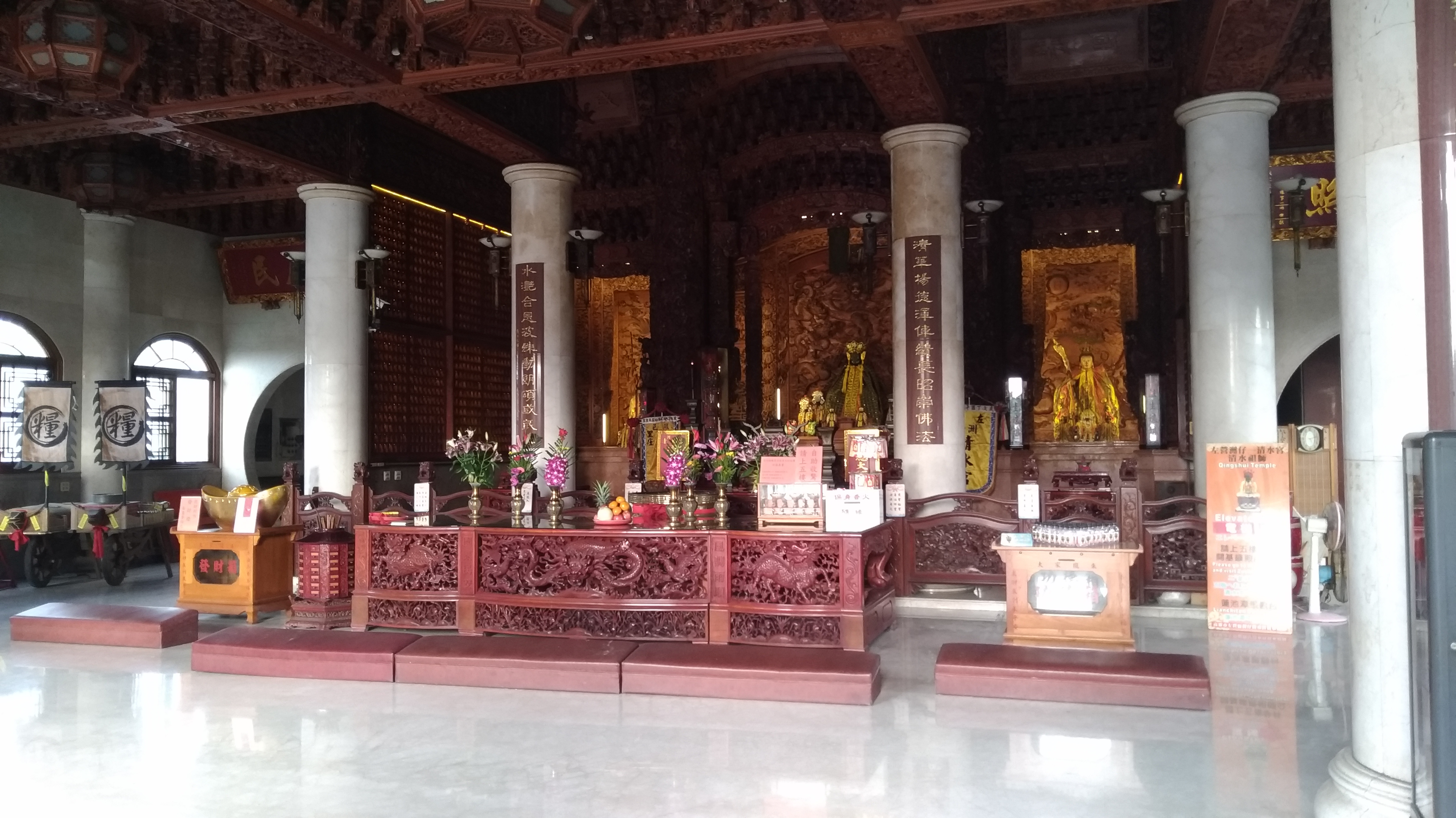
左營洲仔清水宮一樓正殿

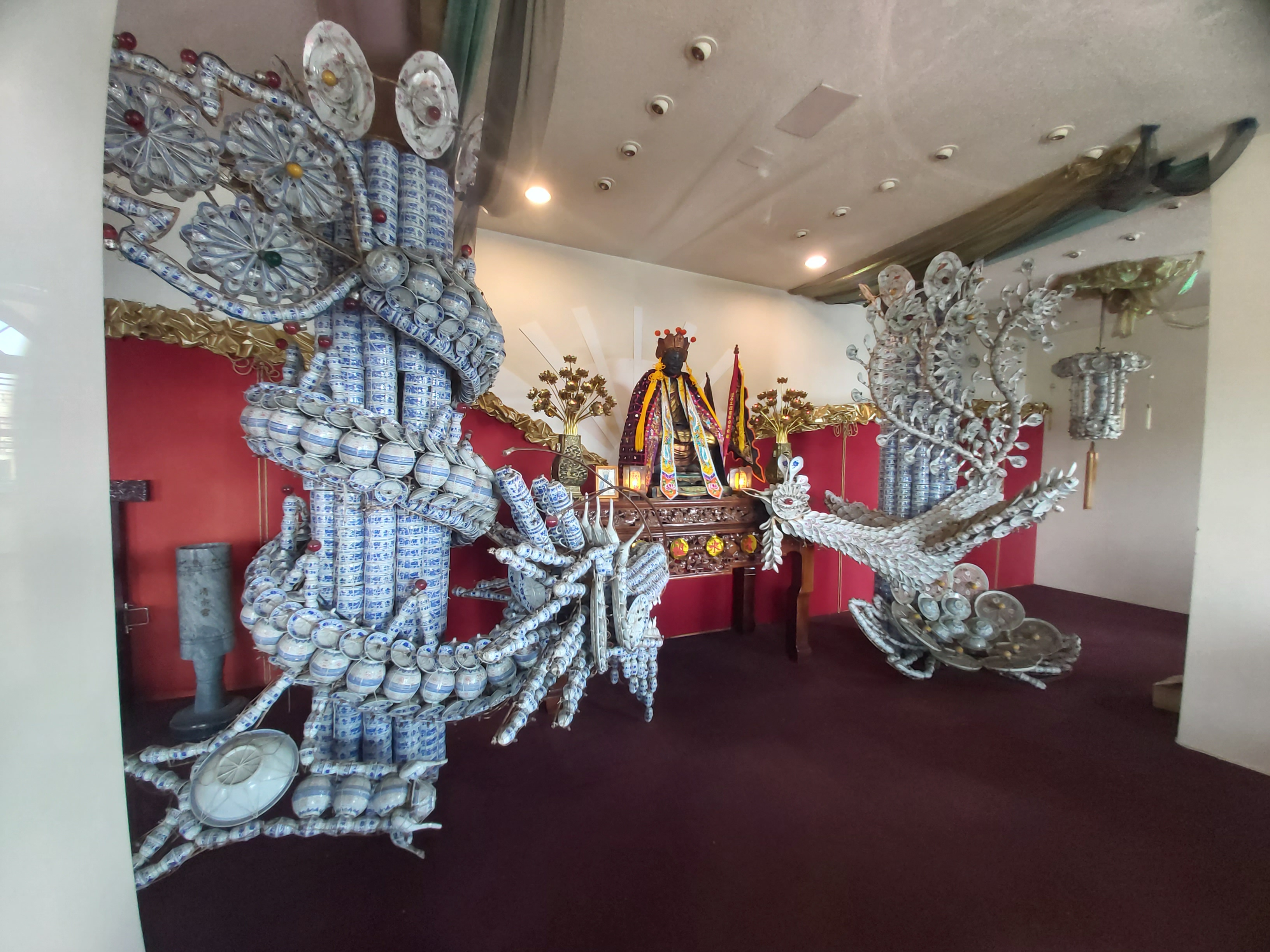
左營洲仔清水宮開基殿

清光緒十一年（1885年），臺灣建省，劉銘傳撫臺，當時移民供奉兩尊清水祖師與一尊天上聖母神像，在半屏山下建造草寮奉祀，神像由來甚古，或曰為隨鄭成功來臺的泉州府安溪縣軍民，自安溪清水巖與湄洲朝天閣迎來奉祀者，故信眾皆來求禱，萬事遂願，從此香火鼎盛，尤其病者均能康復。不久，鳳山縣衙門官民迎天上聖母前去鳳山奉祀，從此草庵僅奉清水祖師。
到了臺灣日治時期，原有的廟地被臺灣總督府徵收，於是鄉民便將祖師請入洲仔庄內建小廟奉祀，是稱「洲仔祖師廟」。
到了1937年後，為配合皇民化運動，日本官方在廟旁建築了「國語講習所」，授以日文教育。後來日本官吏更開始收繳臺灣民間信仰神像，在地鄉民「黃忠」與「李興」等人將神像私藏至米甕、草叢等處，才讓神像免於被收繳。
國民政府接收臺灣後，鄉民合議將講習所與本廟合併，擴建廟宇，定名為「清水宮」。夜間舉行夜校，教授漢文、官話，俗稱「暗學」，為民眾教育多所奉獻。
1977年，因天上聖母神威顯赫，靈蹟著聞，時常在本庄顯靈，鄉民提議重塑天上聖母金身配祀於廟中。

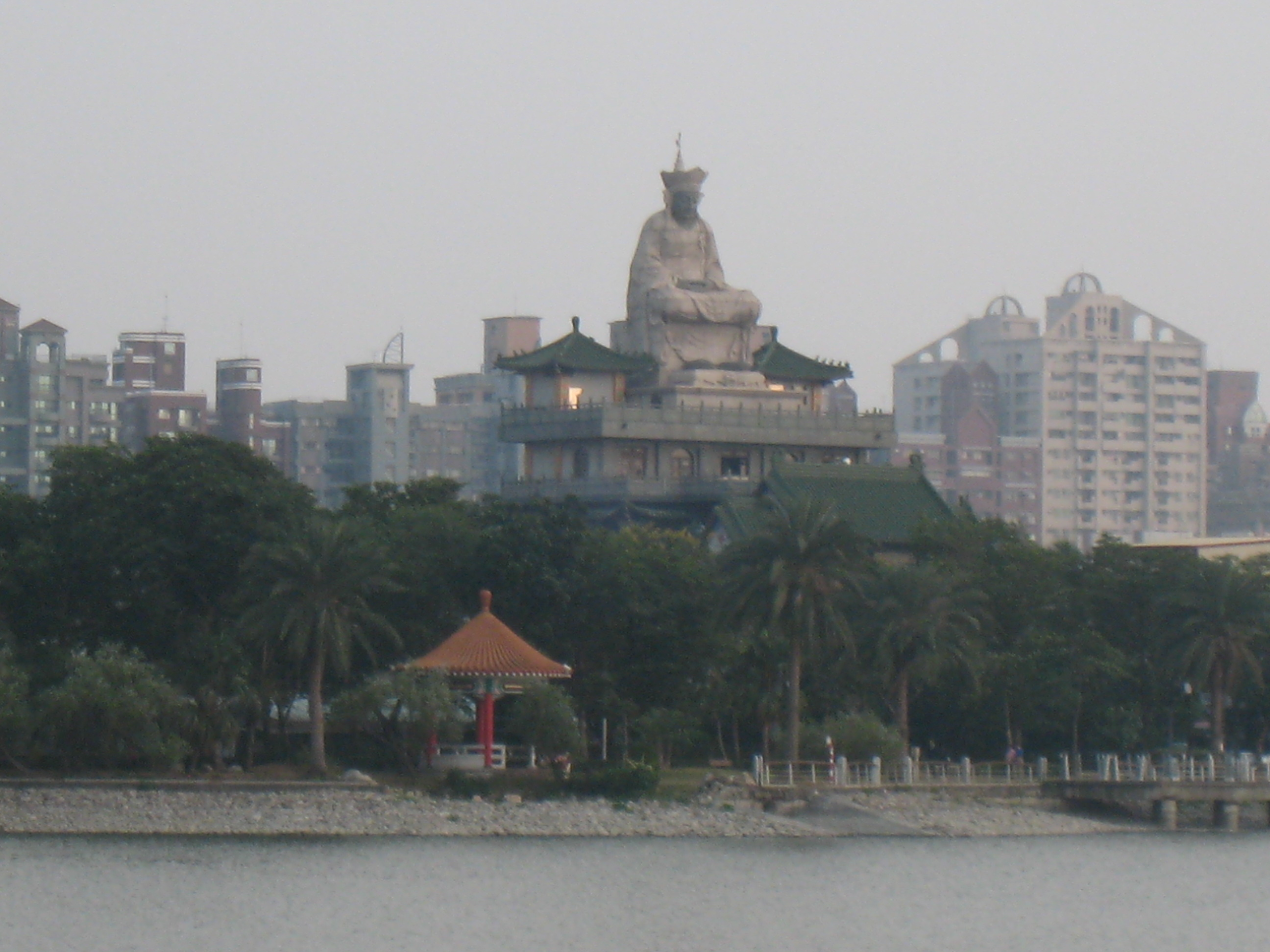
潭畔廟景
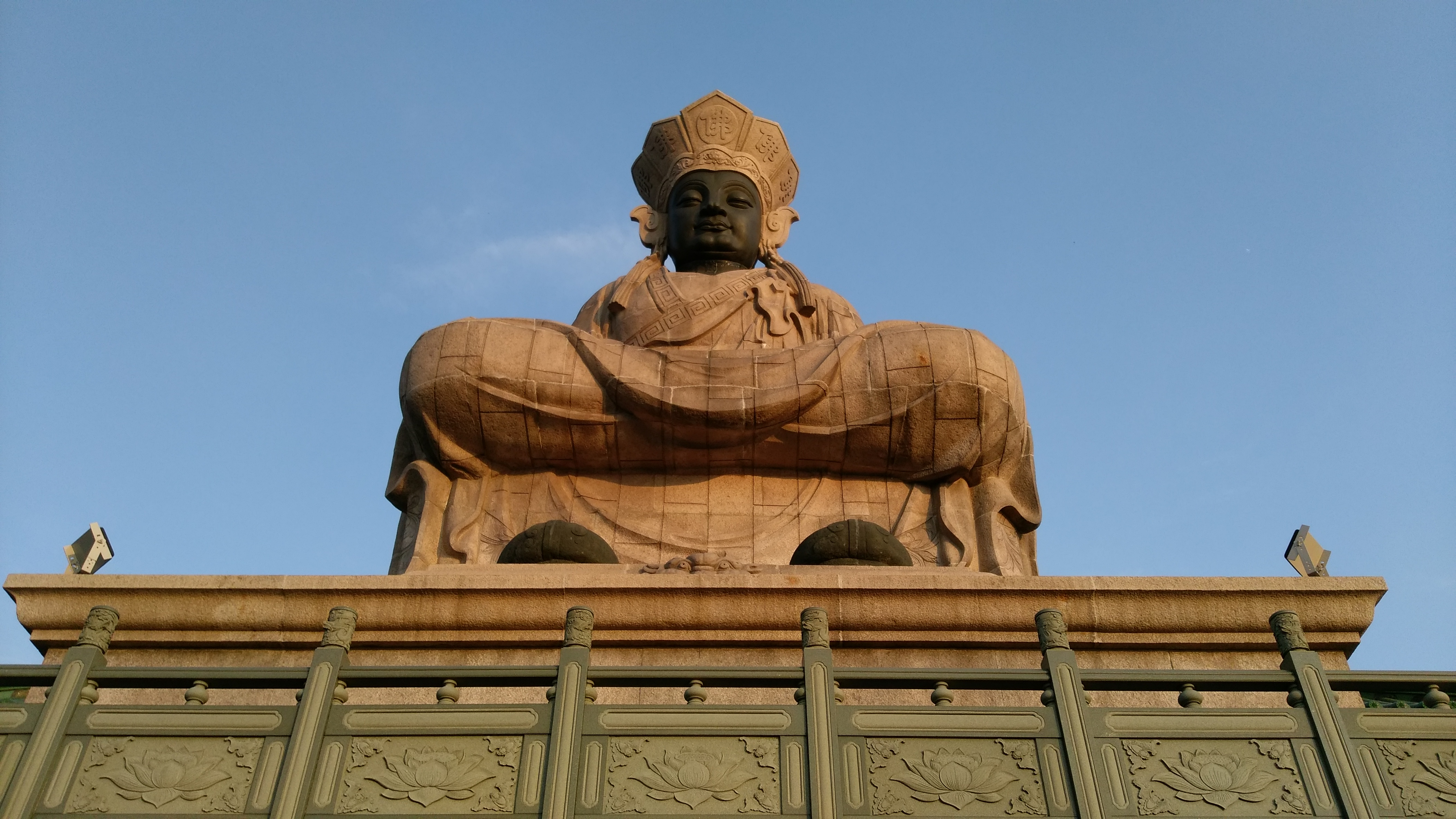
祖師石像
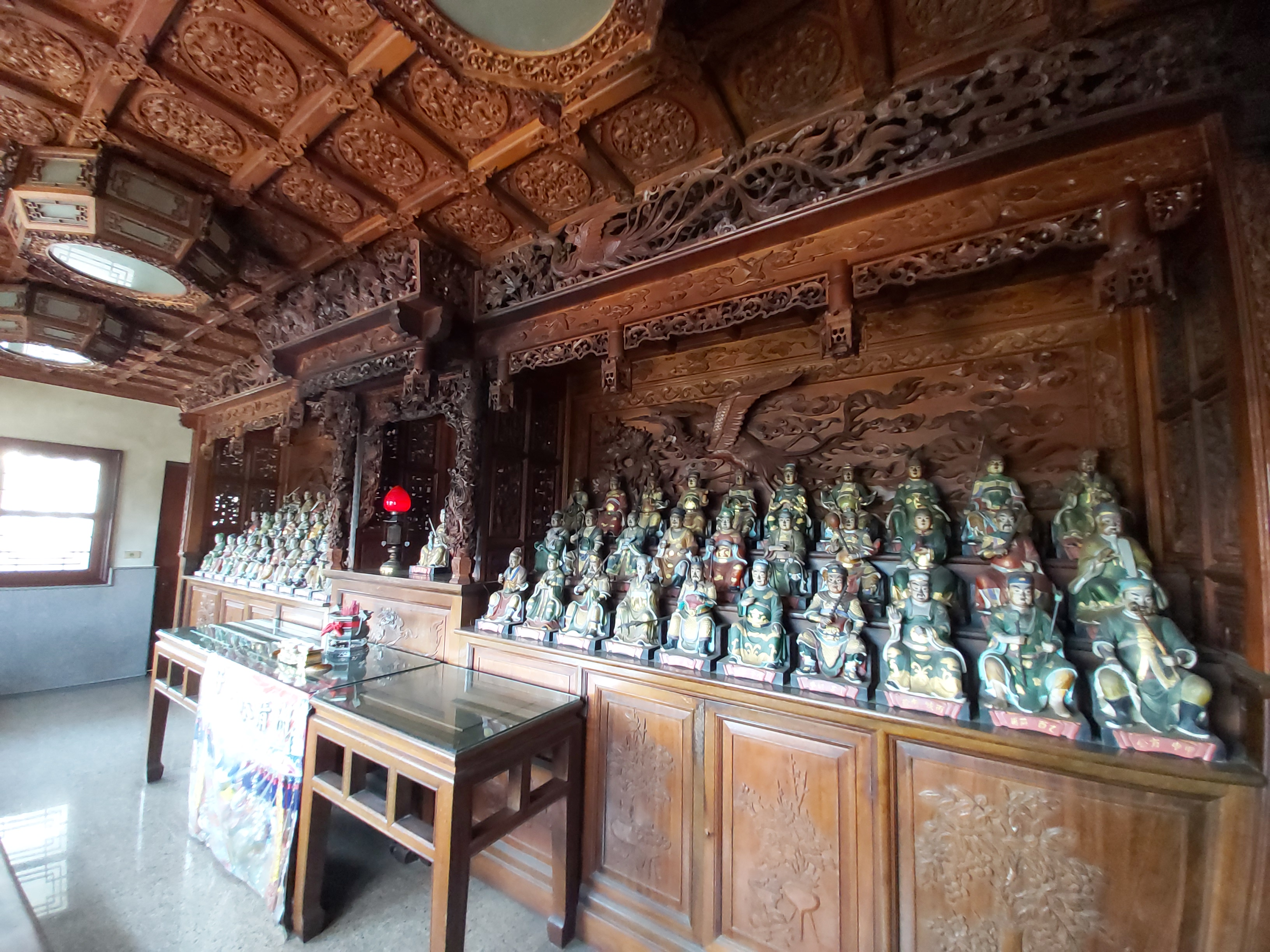
太歲殿

## 特色

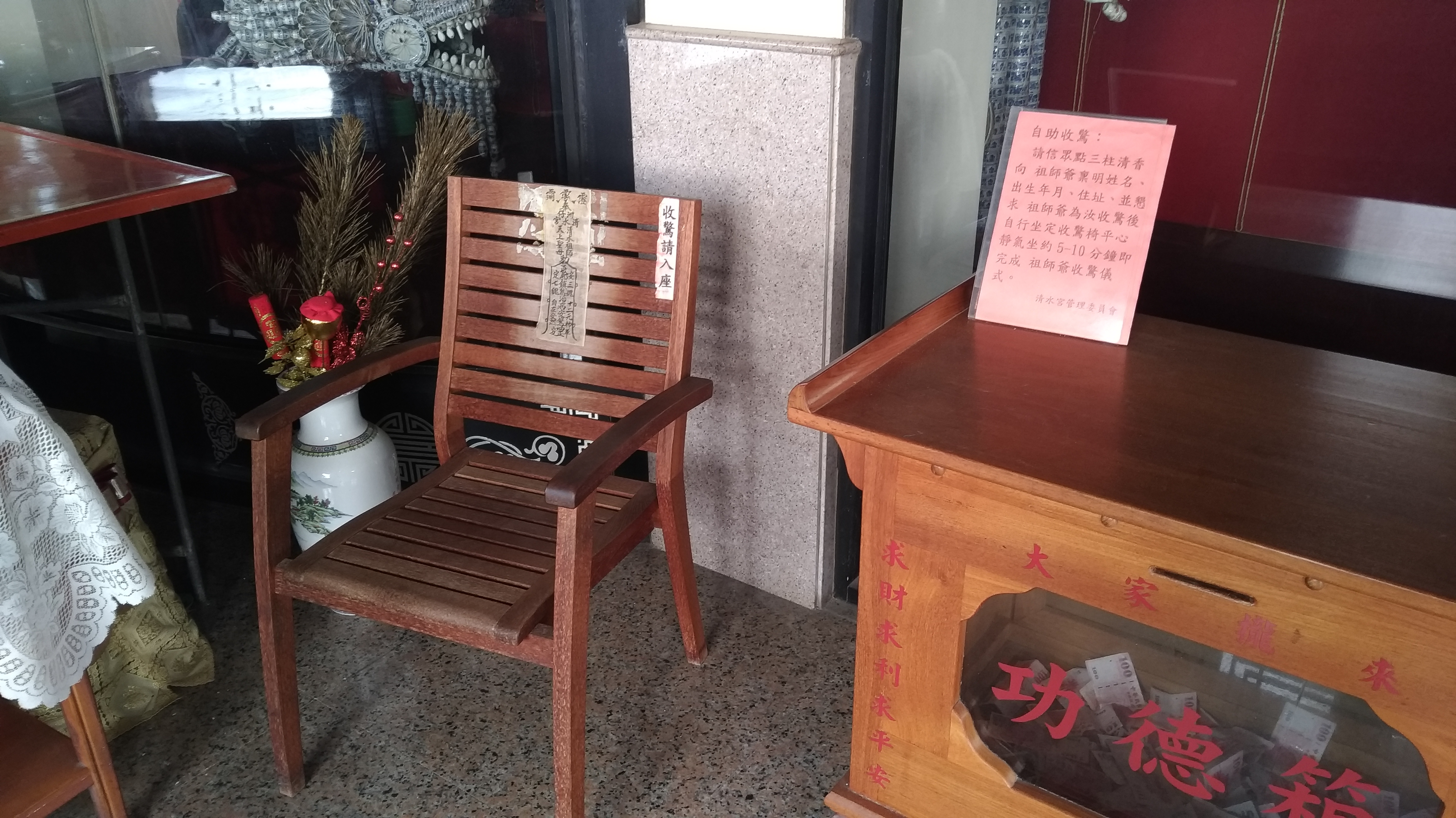
左營洲仔清水宮的收驚椅

清水宮奉清水祖師神示，在五樓開基鎮殿清水祖師神像前設有一個「自動收驚」椅子，上貼清水祖師靈符，善信只要向祖師祈禱之後，坐上該椅，就可以「自動收驚」，不需收費。

## 祀神
清水祖師、清水二祖師、天上聖母、註生娘娘、福德正神、太歲星君、五營神將。

## 資料來源
- 《左營洲仔清水宮沿革志》

## 外部連結
- 官方网站 （页面存档备份，存于）
- 左營洲仔清水宮的Facebook專頁